# Robert Köller
Julius Robert Leopold Köller, född 6 september 1869 i Dresden, Tyskland, dödsår okänt, var en från Tyskland inflyttad dansare, koreograf och balettmästare vid Kungliga Operan i Stockholm.
Robert Köller kom från Tyskland till Stockholm 1906 med hustru och två barn. Hans familj återvände dock redan 1908 till Tyskland och bosatte sig i Dresden. Köller själv bodde till och från i Stockholm fram till 1910 då han också bosatte sig i Dresden.

## Filmografi
- 1907 – Balett ur operan Mignon

## Koreografi
- 1907 – Balett ur operan Mignon